# El Rusio
El Rusio är en ort i Honduras.   Den ligger i departementet Departamento de Olancho, i den centrala delen av landet, 100 km öster om huvudstaden Tegucigalpa. El Rusio ligger 632 meter över havet och antalet invånare är 1 016.
Terrängen runt El Rusio är lite kuperad. Runt El Rusio är det glesbefolkat, med 19 invånare per kvadratkilometer. Närmaste större samhälle är San Nicolás, 15,6 km nordost om El Rusio.  